# Трусь, Михаил Захарович
Михаил Захарович Трусь (укр. Михайло Захарович Трусь, 19 августа 1918, с. Четвертиновка, Прилукский уезд, Подольская губерния, Украинская Народная Республика — 20 апреля 2015, с. Четвертиновка, Тростянецкий район, Винницкая область, Украина) — бригадир тракторной бригады колхоза «Заря коммунизма» Тростянецкого района Винницкой области, Герой Социалистического Труда (1966).

## Биография
Родился в крестьянской семье, окончил пять классов.  Его родителей, а также бабушку с дедушкой выслали в Сибирь только за то, что имели луг и несколько ульев.
Трудовую деятельность начал в 1932 г. разнорабочим в колхозе «Соцперестройка». В 1937 г. после окончания курсов механизаторов начал работать на тракторе ХТЗ.
Участник Великой Отечественной войны. Был ранен в первый день войны, с марта 1944 г. воевал в должности телефониста в составе 464-го стрелкового полка 78-й стрелковой дивизии 27-й армии 20о Украинского (с 21 февраля 1945 г. — 3-го Украинского) фронта. В октябре 1944 г. в ходе Дебреценской наступательной операции под огнём противника устранил 19 разрывов линии связи, за что был награждён второй медалью «За отвагу». Форсировал реки Тиса, Дунай, принимал участие в освобождении Будапешта. Участвовал в Венской операции.
В послевоенное время работал механизаторов в колхозе «Заря коммунизма» Тростянецкого района Винницкой области, а с 1947 по 1970 гг. возглавлял тракторную бригаду колхоза. Особых достижений бригада добилась в 1966 г., когда урожайность зерновых составила 37,1 центнера с гектара, кукурузы — 78 центнеров, проса — 50 центнеров, сахарной свеклы — 460 центнеров с гектара. За эти результаты передовику сельскохозяйственного производства было присвоено звания Героя Социалистического Труда.
После выхода на пенсию в 1970 г. еще на протяжении девяти лет работал на должности инженера поливных систем.

## Награды и звания
Герой Социалистического Труда (1966). Награждён орденами Ленина (1966), Отечественной войны 2-й степени (1985), медалями, в том числе двумя медалями «За отвагу» (1944 и 1945).